# Bøyabreen
Bøyabreen is een zijarm van de Jostedalsbreen-gletsjer, gelegen dicht bij Fjærland in de gemeente Sogndal in de Noorse provincie Vestland. 
Deze gletsjer is steil en er komen geregeld ijsverschuivingen voor. Het hoogste punt is boven 1700 m en het laagste ongeveer 300 m.